# مهیار جباری
مهیار جباری (زادهٔ ۲۱ آذر ۱۳۷۷) بازیکن فوتبال اهل ایران است که در پست مدافع برای باشگاه فوتبال پالایش نفت بندرعباس بازی می‌کند.